# Pseudanarta crocea
Pseudanarta crocea là một loài bướm đêm trong họ Noctuidae.